# Piet Hein Streutgers

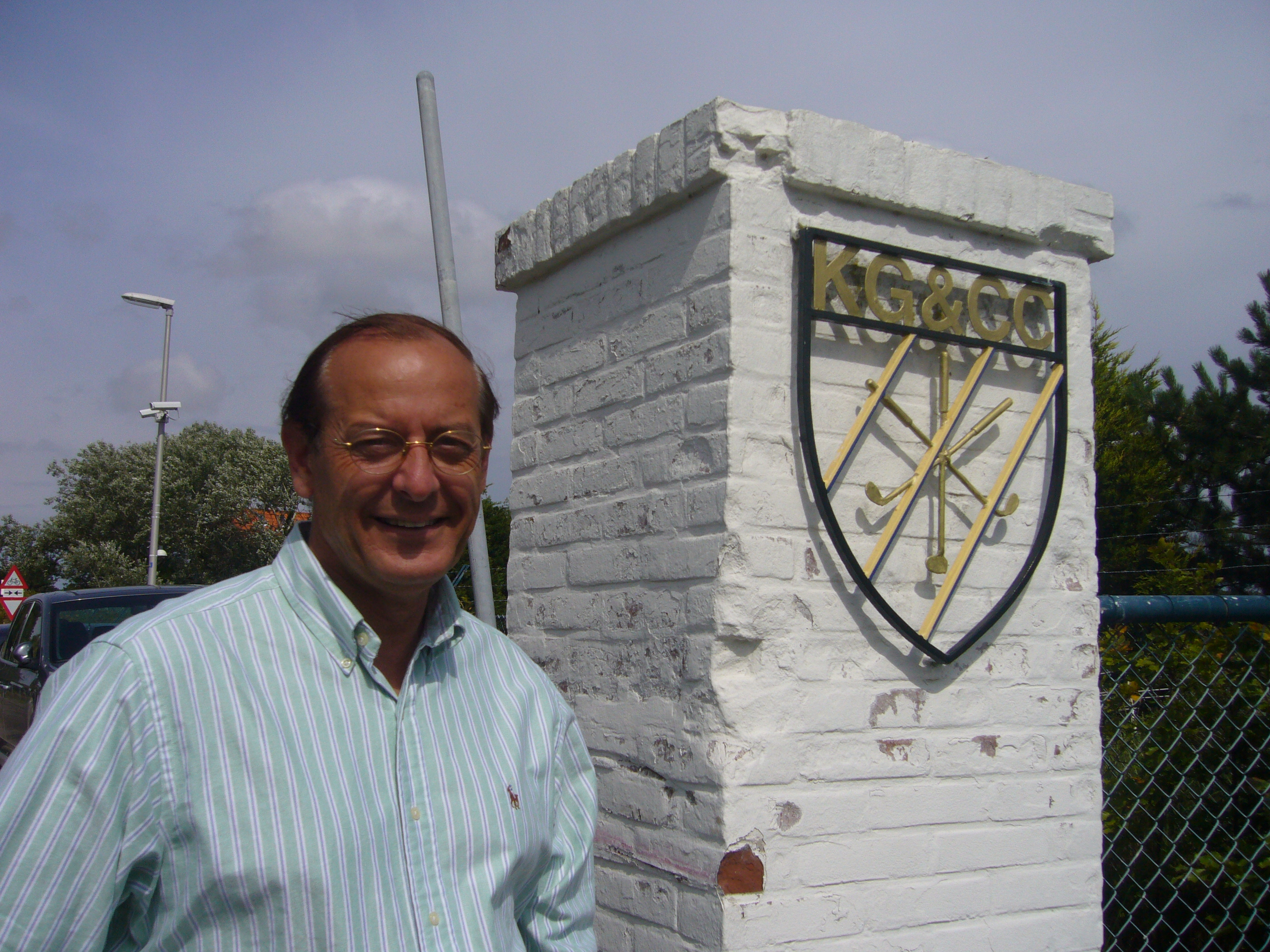
Piet Hein Streutgers bij de ingang van de Kennemer GC

Piet Hein Streutgers (Utrecht, 18 april 1949) is een Nederlandse amateur golfer die Nederland in de jaren 70 in het buitenland vertegenwoordigde.
Streutgers heeft als amateur golfer veel overwinningen op zijn naam staan, maar heeft nooit serieus overwogen playing professional te worden. In zijn tijd was daar niet veel mee te verdienen.
- Op de Kennemer wordt hij 9x clubkampioen.
- NK Strokeplay Amateurs wint hij tweemaal.
- NK Matchplay Amateurs wint hij vijfmaal, waarvan driemaal op rij. Toch mocht hij de trofee niet houden.
- NK Foursome de Army Tankard) wint hij tweemaal.
- NK 4-ball better ball de Amsterdam Cup  wint hij tussen 1969 en 1994 zes of zeven keer. Zijn partners waren Jaap van Neck en Jan Willem Moolenaar (1994)
- Vaak is hij ook de beste amateur op het Nationaal Open en het Dutch Open.
- De Internationale Mixed Foursome Kampioenschappen op de Pan wint hij 4x op rij met Joyce de Witt Puyt.
- Winnaar Marokkaans Amateur 1974.

## Team wedstrijden
Van 1963-1987 vertegenwoordigt Streutgers Nederland in internationale team wedstrijden, w.o. de ELTK voor junioren en heren.

Tweemaal is Streutgers gekozen in het Continentale Team om te spelen tegen het team van de Britten en Ieren.
In 1970 wordt de Eisenhower Trophy gespeeld op de oude baan van Puerta de Hierro in Madrid. Streutgers zit in het Nederlandse team met Lout Mangelaar Meertens, Jaap van Neck en Victor Swane.
Nederland eindigt op de 27ste plaats.

In 1972 wordt de Trophy in Argentinië gespeeld. Streutgers' teamgenoten zijn Jaap van Neck, Teun Roosenburg en weer Victor Swane. Nederland eindigt op de 17de plaats.
Streutgers is 'non-active affiliated member' van de Dutch Golf Teachers Federation.

## Coach
In 1991 kreeg hij met Daan Slooter de Oranje-jeugd onder zijn hoede, een functie die Rik Ruts al in 1993 van hem overnam, omdat hij in november 1993 met Robbie van Erven Dorens captain van de Oranje selectie werd. Streutgers vindt zichzelf een strenge captain, die van strakke discipline houdt.

## VOC
Streutgers is een van de initiatiefnemers van de Stichting Voor Onafhankelijk Golfclub. De stichting heeft een virtuele golfclub opgericht onder de naam ClubGolf. De club heeft geen eigen baan maar maakt gebruik van ongeveer 60 banen in Nederland en België. Verder organiseert ClubGolf lessen (ook om het GVB te halen), maandelijkse wedstrijden en speciale evenementen, doet de handicapregistratie en heeft een virtuele golfshop. 
De inmiddels bijna 3000 leden van GolfClub zijn ook lid van de Nederlandse Golf Federatie.